# گورستان ساری تپه
قبرستان ساری تپه مربوط به هزاره ۱- دوره اشکانیان است و در شهرستان زنجان، شمال کوه قره تپه واقع شده و این اثر در تاریخ ۱۳ اسفند ۱۳۵۴ با شمارهٔ ثبت ۱۰۴۹ به‌عنوان یکی از آثار ملی ایران به ثبت رسیده است.